# Réunioni rózsás galamb
A  réunioni rózsás galamb (Nesoenas duboisi) a madarak osztályának  galambalakúak (Columbiformes) rendjébe és a galambfélék (Columbidae) családjába tartozó kihalt faj.
Dubois 1674-ben beszámolt egy rozsdavörös galamfajról. Mivel a fajról, csak néhány csont maradt fenn, ezért besorolása vitatott.

## Előfordulása
Az Indiai-óceánban Madagaszkártól keletre található Réunion szigetén volt honos. A természetes élőhelye szubtrópusi és trópusi síkvidéki esőerdők.

## Kihalása
A faj kihalását feltehetően a betelepített patkányok és a vadászat okozta.